# Salishella mirabilis
Salishella mirabilis är en insektsart som beskrevs av Morgan Hebard 1939. Salishella mirabilis ingår i släktet Salishella och familjen grottvårtbitare. Inga underarter finns listade i Catalogue of Life.